# Gare d'Ebisu
Pour les articles homonymes, voir Ebisu.
La gare d'Ebisu (恵比寿駅, Ebisu-eki) est une gare situé dans le quartier d'Ebisu, dans l'arrondissement de Shibuya à Tokyo. La gare est dénommée d'après la bière Yebisu, dont la brasserie se trouve au voisinage. La bière, a été nommée d'après le dieu japonais Yebisu.

## Situation ferroviaire
La gare d'Ebisu est située au point kilométrique (PK) 5,6 de la ligne Yamanote, au PK 3,6 de la ligne Saikyō et au PK 1,0 de la ligne Hibiya.

## Histoire
- 25 février 1901 : ouverture de la gare en tant que gare de marchandises. Sa fonction principale était alors de transporter les bières de la brasserie Sapporo qui se trouve juste à côté de la gare.
- 30 octobre 1906 : premier passager emprunte la gare.
- 12 octobre 1909 : raccordement à la ligne Yamanote.
- 25 mai 1945 : la gare brûle complètement à la suite du bombardement de la Seconde Guerre mondiale.
- 25 mars 1964 : ouverture de la gare de métro  de la ligne Hibiya.
- 15 novembre 1982 : arrêt de la gare de marchandises .
- 16 mars 1996 : raccordement à la ligne Saikyō.
- 1er décembre 2001 : raccordement à la ligne Shōnan-Shinjuku.

## Services aux voyageurs

### Accès et accueil
La gare dispose d'un bâtiment voyageurs, avec guichet, ouvert tous les jours.

### Desserte

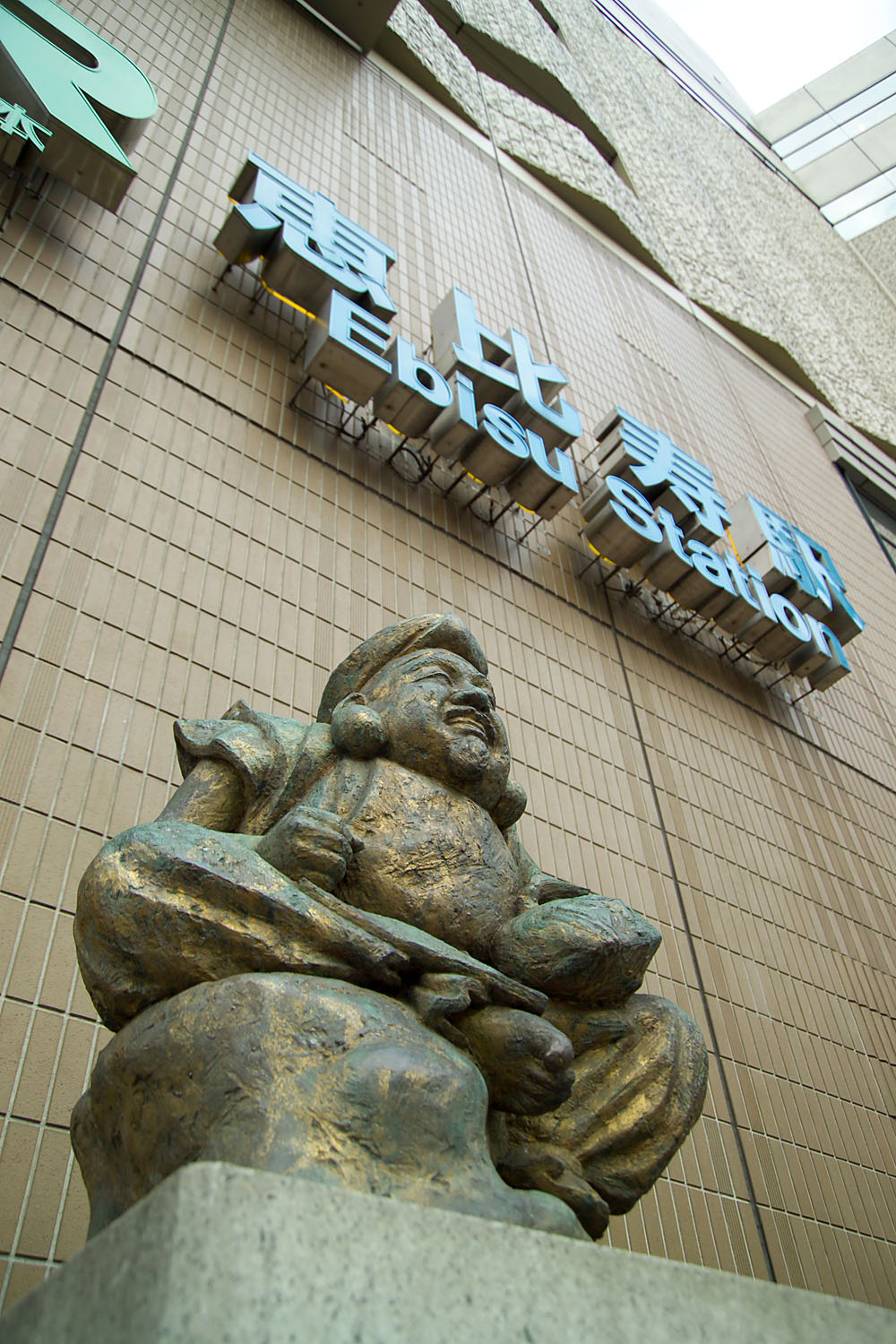
Statue d'Ebisu aux portes de la gare.

### JR East
Les quais sont situés en surface.
| 1 | Ligne Yamanote        | Shinagawa ・ Tokyo                                                                                       |
| 2 | Ligne Yamanote        | Shibuya ・ Shinjuku ・ Ikebukuro                                                                         |
| 3 | Ligne Saikyō          | Shibuya ・ Shinjuku ・ Ōmiya ・ Kawagoe (par la ligne Kawagoe)                                           |
| 3 | Ligne Shōnan-Shinjuku | Shibuya ・ Shinjuku ・ Ōmiya ・ Utsunomiya (par la ligne Utsunomiya) ou Takasaki (par la ligne Takasaki) |
| 4 | Ligne Saikyō          | Ōsaki ・ Shin-Kiba (par la ligne Rinkai) ou Nishiya (par la ligne Sōtetsu Shin-Yokohama)                 |
| 4 | Ligne Shōnan-Shinjuku | Yokohama ・ Ōfuna ・ Zushi (par la ligne Yokosuka) ou Odawara (par la ligne principale Tōkaidō)          |

### Tokyo Metro
La station de métro est souterraine.
| 1 | Ligne Hibiya | Naka-Meguro                                                             |
| 2 | Ligne Hibiya | Ginza ・ Ueno ・ Kita-Senju (interconnexion avec la ligne Tōbu Skytree) |

## Gares adjacentes
| «       |  | Service               |  | »           |
| ------- |  | --------------------- |  | ----------- |
| Shibuya |  | Ligne Yamanote        |  | Meguro      |
| Shibuya |  | Ligne Saikyō          |  | Ōsaki       |
| Shibuya |  | Ligne Shōnan-Shinjuku |  | Ōsaki       |
| Hiroo   |  | Ligne Hibiya          |  | Naka-Meguro |